# 荜拔
荜拔（学名：Piper longum）是胡椒科胡椒属的植物。分布在斯里兰卡、马来西亚、印度、尼泊尔、越南以及中国大陆的福建、云南、广西、广东等地，生长于海拔580米的地区，多生在疏荫杂木林中，目前尚未由人工引种栽培。

## 延伸阅读
[在维基数据编辑]
 《欽定古今圖書集成·博物彙編·草木典·蓽茇部》，出自陈梦雷《古今圖書集成》
 《植物名實圖考·蓽撥》，出自吳其濬《植物名實圖考》
 《佛學大辭典/蓽𦭞利》，出自丁福保《佛学大辞典》

## 外部連結
- 蓽茇 （页面存档备份，存于） 藥用植物圖像數據庫 (香港浸會大學中醫藥學院) （中文）（英文）
- 蓽茇 中藥材圖像數據庫  (香港浸會大學中醫藥學院) （中文）（英文）
- 蓽茇 Bi Bo （页面存档备份，存于） 中藥標本數據庫 (香港浸會大學中醫藥學院) （繁體中文）（英文）